# Кузьмино (Павлодарская область)
Кузьмино (каз. Кузьмино) — село в Железинском районе Павлодарской области Казахстана. Входит в состав Башмачинского сельского округа. Код КАТО — 554237500.

## Население
В 1999 году население села составляло 267 человек (142 мужчины и 125 женщин). По данным переписи 2009 года, в селе проживало 175 человек (95 мужчин и 80 женщин).